# (88) Tisbe
Thisbe és l'asteroide núm. 88 de la sèrie. Fou descobert per en Christian Heinrich Friedrich Peters (1813-1890) el 15 de juny del 1866 a Clinton (Nova York). És un asteroide gran del cinturó principal d'aproximadament 232 lòmetres (segons es desprèn de l'ocultació d'una estrella observada el 7 d'octubre del 1981). El seu nom es deu a l'heroïna, Tisbe, de la faula "Píram i Tisbe" d'Higini de la mitologia romana.